# Municipio de Cacahoatán
El municipio de Cacahoatán es uno de los 124 municipios que componen el estado mexicano de Chiapas. Se encuentra en el suroeste del estado, colinda con el departamento guatemalteco de San Marcos y su cabecera es la población de Cacahoatán.

## Toponimia
El nombre Cacahoatán proviene del náhuatl y se traduce como "lugar del cacao" o "lugar de los cacahoteros". Cecilio Robelo, en su obra «Toponimia Maya-Hispano-Nahoa» asocia la traducción "cacao" al topónimo Cacahuatl.

## Geografía
El municipio de Cacahoatán se encuentra localizado en el suroeste del estado, al extremo sur de la región histórica del Soconusco y en la frontera entre Guatemala y México. Integra la región económica denominada como Región X Soconusco. Su extensión territorial es de 174.803 kilómetros cuadrados que representan el 0.24% de la extensión del territorio estatal. Sus coordenadas geográficas extremas son 14°58′ - 15°13′ de latitud norte y 92°6′ - 92°14′ de longitud oeste y su altitud va desde un mínimo de 300 hasta un máximo de 4 000 metros sobre del nivel del mar en la cima del Volcán Tacaná.
El municipio limita al este con el municipio de Unión Juárez, al oeste con el municipio de Tapachula, y al sur con el municipio de Tuxtla Chico.

Según la clasificación climática de Köppen, el clima corresponde al tipo Aw-Tropical seco.

### Área natural protegida
El municipio incluye parte de la Reserva de la Biosfera Volcán Tacaná, establecida en 2003 con el objeto de preservar la biodiversidad de la zona.

## Demografía
De acuerdo a los resultados del Censo de Población y Vivienda de 2020 realizado por el Instituto Nacional de Estadística y Geografía, la población total del municipio es de 50 112 habitantes, lo que representa un crecimiento promedio de 1.4% anual en el período 2010-2020 sobre la base de los 43 811 habitantes registrados en el censo anterior. Al año 2020 la densidad del municipio era de 287,7 hab/km².
| Gráfica de evolución demográfica de Municipio de Cacahoatán entre 2000 y 2020 |
|                                                                               |
| Fuente: Instituto Nacional de Estadística Geografía e Informática             |

El 48.7% de los habitantes eran hombres y el 51.3% eran mujeres. El 90.1% de los habitantes mayores de 15 años (31 155 personas) estaba alfabetizado. La población indígena sumaba 3461 personas.
En el año 2010 estaba clasificado como un municipio de grado medio de vulnerabilidad social, con el 23.68% de su población en estado de pobreza extrema. Según los datos obtenidos en el censo de 2020, la situación de pobreza extrema afectaba al 29.6% de la población (15 173 personas).

### Localidades
En el censo de 2020 el municipio de Cacahoatán contaba con 106 localidades.
| Código INEGI      | Localidad           | Población (2020) |
| ----------------- | ------------------- | ---------------- |
| 070150001         | Cacahoatán          | 19 108           |
| 070150043         | Salvador Urbina     | 2 722            |
| 070150020         | Faja de Oro         | 2 674            |
| 070150052         | Unión Roja          | 2 102            |
| 070150004         | Agustín de Iturbide | 2 018            |
| 070150005         | Ahuacatlán          | 1 900            |
| 070150027         | Mixcum              | 1 781            |
| 070150011         | Benito Juárez       | 1 708            |
| 070150003         | El Águila           | 1 377            |
| 070150072         | Rosario Ixtal       | 1 009            |
| Otras localidades | Otras localidades   | 13 713           |
| Total municipal   | Total municipal     | 50 112           |

## Política

### Representación legislativa
Para la elección de diputados locales al Congreso de Chiapas y de diputados federales a la Cámara de Diputados federal, el municipio de Cacahoatán se encuentra integrado en los siguientes distritos electorales:
Local:
- Distrito electoral local 24 de Chiapas con cabecera en Cacahoatán.[18]

Federal:
- Distrito electoral federal 12 de Chiapas con cabecera en Tapachula de Córdova y Ordóñez.[19]

## Salud y educación
En 2010 el municipio tenía un total de 4 unidades de atención de la salud, con 28 personas como personal médico. Existían 39 escuelas de nivel preescolar, 53 primarias, 19 secundarias, 10 bachilleratos, 7 escuelas de formación para el trabajo y 19 escuelas primarias indígenas.

## Actividades económicas
Las principales actividades económicas del municipio son el comercio minorista, la prestación de servicios de alojamiento temporal, preparación de alimentos y bebidas y, en menor medida, la elaboración de productos manufacturados.